# О странностях любви (фильм, 1936)
«О стра́нностях любви́» — советский чёрно-белый музыкальный фильм, поставленный в 1935 году режиссёром Яковом Протазановым по сценарию Бориса Гусмана и Анатолия Мариенгофа. Картина не успела выйти на экран по идеологическим соображениям, а попав под начавшуюся в 1936 году кампанию борьбы с формализмом, была запрещена.

## Сюжет
Две подруги, приехавшие на отдых в Крым, знакомятся с молодыми парнями и влюбляются в них. Один из них представляется планеристом, хотя на самом деле является поэтом, а другой (планерист) выдаёт себя за поэта. Это приводит к множеству смешных ситуаций.
В фильме свою первую большую роль сыграла Нина Алисова.

## В ролях
| Актёр              | Роль                               |
| ------------------ | ---------------------------------- |
| Нина Алисова       | Ирина                              |
| Валентин Попцов    | Константин Берг, планерист         |
| Екатерина Борисова | Маша                               |
| Игорь Малеев       | Алексей Грибов, поэт               |
| Михаил Климов      | толстяк                            |
| Татьяна Струкова   | жена толстяка                      |
| Елена Савицкая     | исполнительница частушек           |
| Пётр Савин         | гармонист санатория (нет в титрах) |
| Владимир Попов     | массовик-затейник (нет в титрах)   |
| Александр Роу      | ведущий концерта (нет в титрах)    |

## Съёмочная группа
- Режиссёр-постановщик — Яков Протазанов
- Авторы сценария — Борис Гусман, Анатолий Мариенгоф
- Оператор-постановщик — Пётр Ермолов
- Художник-постановщик — Сергей Козловский
- Композитор — Давид Блок
- Звукооператор — Владимир Дмитриев
- Режиссёр — Порфирий Подобед
- Ассистент режиссёра — Александр Роу
- Автор текста песен — Павел Герман

## Запрет к прокату
Выступая в январе 1936 года, директор «Межрабпомфильма» Т. П. Самсонов заявил: «Картина потребует больших переделок с идеологической стороны. Художественно картина прекрасна, но надо сделать её ценной и идеологически».
Однако после вышедшей в феврале 1936 года в газете «Правда» статьи «Грубая схема вместо исторической правды» и развязанной в этой связи кампании борьбы с формализмом фильм попал под огонь критики, был обвинён «в безыдейности, пошлости и отрыве от действительности» и в итоге был окончательно запрещён.